# Pseudotulostoma
Pseudotulostoma är ett släkte av svampar. Pseudotulostoma ingår i familjen hjorttryfflar, ordningen Eurotiales, klassen Eurotiomycetes, divisionen sporsäcksvampar och riket svampar.